# Mormons Bogs profeter
I Mormons Bog, er der nævnt mange profeter. Her vises profeterne, som arvede Nefis plader, og dem som ellers kaldes profeter i Mormons Bog. Dertil er også højpræster og missionærer nævnt. Navnene er, som de optræder i den seneste danske oversættelse af Mormons Bog fra 2005. 

## I Nefis plader
De følgende profeter er dem, som er nævnt i Nefis plader (1. Nefi til Omni).
- Lehi (Navnet nævnes også i Bibelen, i Dommerbogen 15:9)
- Nefi (Se 1. Nefi 1[1] Navnet nævnes i nogle versioner af 2. Makkabæerbog 1:36)
- Jakob
- Enosh (Se bl.a. Enoshs Bog[2] Navnet nævnes også i Første Mosebog 4:26)
- Jarom
- Omni
- Amaron
- Kemish (Se Omnis Bog 1[3])
- Abinadom (Se Omnis Bog 1[4] Navnet nævnes ikke i bibelen, men et lignende navn Abinadab nævnes i fx Første Krønikebog 2:13)
- Amaleki (Se bl.a. Omnis Bog[5])

## I Mormon og Moronis plader
De følgende profeter er dem, som er nævnt i Mormons forkortelse af de Nefis store plader (Mosija til Moroni, eksklusiv Eter).
- Kong Benjamin (Se bl.a. Mosijas Bog[6])
- Mosija ?
- Ammon ?
- Abinadi (Se Mosija[7])
- Alma den ældre (Se Almas Bog[8])
- Alma den yngre (Se Almas Bog[8])
- Mosijas sønner ?
  - Aron
  - Ammon
  - Omner (Se bl.a. Almas Bog[9])
  - Himni (Se bl.a. Almas Bog[10])
- Amulek (Se Almas Bog[11])
- Ze'ezrom ? (Se Almas Bog[12])
- Helaman
- Helaman II
- Nefi
- Lehi
- Lamanitten Samuel (Se 3. Nefi 8:3[13])
- Kristi Disciple
  - Nefi
  - Timotheus (Se 3. Nefi 19:4[14])
  - Jonas, Nefis søn (Se 3. Nefi 19:4[14])
  - Mathoni (Se 3. Nefi 19:4[14])
  - Mathoniha (Se 3. Nefi 19:4[14])
  - Kumen (Se 3. Nefi 19:4[14])
  - Kumenonhi (Se 3. Nefi 19:4[14])
  - Jeremias (Se 3. Nefi 19:4[14])
  - Shemnon (Se 3. Nefi 19:4[14])
  - Jonas (Se 3. Nefi 19:4[14])
  - Sidkija (Se 3. Nefi 19:4[14])
  - Esajas (Se 3. Nefi 19:4[14])
- Amos
- Amos II
- Ammaron (Se bl.a. Mormons Bog i Mormons Bog[15])
- Mormon (Se flere bøger i Mormons Bog[16])
- Moroni (Se flere bøger i Mormons Bog, bemærk at der også er kaptajn Moroni[17].)

## I Eters plader
- Mahonri Moriancumer, Jareds bror (Navnet er ikke nævnt i Mormons Bog, men Joseph Smith udtalte nogle år efter udgivelsen, at dette var navnet[18])
- Eter